# Aviosuperficie di Torraccia
Het Vliegveld van Torraccia (Italiaans: Aviosuperficie di Torraccia) (ICAO: LI30) is het enige vliegveld in het staatje San Marino waar vaste-vleugel luchtvaart mogelijk is, gelegen op enkele meters van de Italiaanse grens.
Het vliegveld beschikt over één startbaan, de 690 meter lange grasbaan 16/34, en over een helipad. Het vliegveld wordt beheerd door de Aeroclub San Marino. De luchthaven wordt voornamelijk door kleine vliegtuigen gebruikt, de meeste bezoekers aan San Marino vliegen op de nabijgelegen Italiaanse luchthaven van Rimini. Er was al een verlenging van de startbaan naar 950 meter voorzien, en in 2014 was er sprake van om het vliegveld een upgrade te geven tot echte luchthaven door onder meer de startbaan te asfalteren.

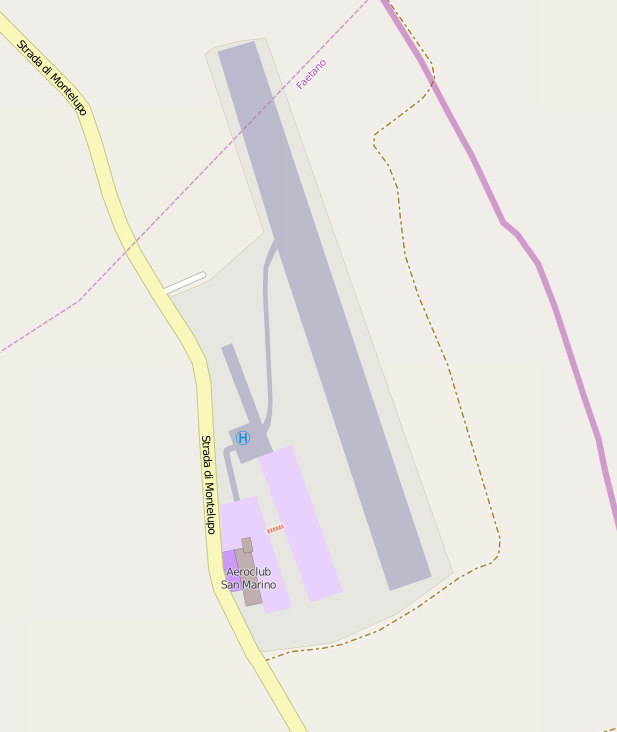
Kaartje van de huidige situatie